# Steve Holley
Stephen Jeffrey Holley (Londres, Inglaterra, 1954) es un músico británico más conocido por ser batería del grupo Wings, fundado por Paul McCartney, entre 1978 y 1981.

## Biografía
Holley creció en un ambiente musical: su padre, Jeffrey, lideraba una banda de swing, mientras que su madre, Irene, era cantante. Al principio comenzó a estudiar clases de piano, pero lo abandonó en beneficio de la batería con doce años.
A lo largo de su carrera, que empezó a comienzos de la década de 1970, tocó con muchos artistas como músico de sesión, entre los cuales figuran Elton John, Kiki Dee, G.T. Moore & The Reggae Guitars, Joe Cocker, Ian Hunter, Julian Lennon, Dar Williams, Ben E. King y Chuck Berry, entre otros. Además, entre 1978 y 1981 formó parte de la última formación de Wings, grupo que fundó Paul McCartney tras la separación de The Beatles. Con Wings grabó Back to the Egg, el último álbum de estudio del grupo, y salió en la siguiente y última gira de promoción del grupo. 